# Björn Hedberg
Björn Axel Hedberg, född 3 december 1919 i Helsingborg, död 24 januari 2010, var en svensk militär (överste).

## Biografi
Hedberg utnämndes till fänrik i Flygvapnet 1941. Han bedrev studier vid Flygkrigshögskolan (FKHS) 1949–1951, och utnämndes till chef för flygstabens utbildningsavdelning 1958–1964. Han var flottiljchef vid Upplands flygflottilj (F 16) 1964–1967 och flygsäkerhetsinspektör 1973–1980. Hedberg är gravsatt i minneslunden på Lidingö kyrkogård.